# Ĵ

Ĵ, 소문자로 ĵ는 로마자 J에 곡절 부호를 올린 낱자로, 에스페란토 철자법상에서 /ʒ/ 소리를 표기할 때 쓰인다.
에스페란토에서는 네 개의 후치경음에 발음기호를 사용하는데, 슬라브어 철자를 로마자로 표기할 때에도 동일하다. 이는 라틴계 언어와 독일어의 철자를 기반으로 한 것이다. Ĵ의 경우도 마찬가지로 프랑스어에서 쓰는 j를 가져온 것인데, 이 j가 들어가는 프랑스어 단어에서 따온 경우에는 슬라브어식으로 'ž'로 표기하는 것이 아니라 그 모습 그대로 보전하기 위해 사용된 것이다. 예를 들어 잡지를 뜻하는 journal의 에스페란토 단어는 'ĵurnalo'라 표기한다.
Ĵ는 에스페란토어 철자의 열네번째 글자이다. X체계와 H체계에서는 각각 jx와 jh로 대체 표기하기도 하나 곡절부호를 올려 쓰는 것이 일반적이다.

## 그밖의 쓰임새
- 수학, 물리학에서 y축 방향의 단위벡터를 표기하는 과정에서 글자 {\displaystyle {\boldsymbol {\hat {\jmath }}}}를 종종 쓴다.

## 같이 보기
- Ĉ
- Ĝ
- Ĥ
- Ŝ
- Ŭ